# 伯納德·納坦
伯納德·納坦（英語：Bernard Natan，1886年6月14日—1942年10月），羅馬尼亞裔猶太人出身的法國電影企業家，導演，製片人，活躍於1920-30年代。
納坦從小就從事電影工作，從放映員一路晉陞為電影攝影師和製片人。他最終在1929年大蕭條之前收購了法國最大的電影製片廠百代電影公司。1935年，百代公司倒閉，納坦成為欺詐和反猶太主義指控的對象(將他描述為“一個來歷不明的猶太人)，並最終被法國當局定罪入獄並剝奪了他的法國國籍。納坦於1942年7月被驅逐到奧斯威辛集中營，在那裡他被謀殺。然而，納坦為法國的現代電影業的發展和專業化奠定了基礎，並徹底改變了世界各地的電影技術。
納坦同時也涉足其他通訊領域，1929年，納坦成立了法國第一家電視公司Télévision。一年後，他在巴黎購買了一家廣播電臺，並成立了一家控股公司（Radio-Natan-Vitus），以經營後來蓬勃發展的廣播帝國。

## 個人
納坦·坦恩扎夫於1886年出生於羅馬尼亞的雅西，他於1900年代初移居法國，在那裡他在電影界擔任過許多工作。1909年，他結婚並育有2個孩子。1910年，他創立了電影公司 Ciné-actualités，然後創立了膠片印刷公司 Rapid-film，該公司不斷擴張，儘管是羅馬尼亞人，但他在第一次世界大戰開始時自願為法國而戰。他曾兩次受傷，並被授予十字勳章，並於1918年1月復員，擔任中士軍銜。
1921年，他成為法國公民，並在某個時候將他的名字改為「伯納德·納坦」。他的弟弟埃米爾·納坦也移居法國，成為電影製片人。
他也是紅磨坊的股東和董事。

## 主流電影生涯
納坦早年在巴黎擔任過放映員、電影實驗室化學家、片名設計師、電影攝影師和製片人。他在1920年代初期是派拉蒙影業的宣傳員。但到了1929年，納坦的Rapid Film已成為主要的電影製片人和發行商。他的名聲如此之大，以至於在1924年，納坦成為電影僱主聯合會執行委員會的成員。到1926年，他的電影實驗室受到高度重視，他成立了一家行銷公司，並建造了兩個攝影棚。納坦也是一名電影製片人，游説其他製片廠融資和製作電影。
1929年2月，伯納德·納坦與保羅·湯瑪斯聯手收購了當時法國最大的電影公司百代公司。他同意將自己的工作室Rapid Films（當時價值2500萬法郎）與百代合併，以換取5000萬法郎的股份。合併後，納坦將公司更名為“百代-納坦”。
納坦試圖補充百代的金庫，並使工作室及其工作方法現代化。他從兩位法國作家亞瑟·伯內德和加斯頓·勒魯手中接管了另一家工作室Société des cinéromans，這使百代能夠將其業務擴展到電子製造和放映領域。
1930年至1935年間，納坦-百代公司賺取了1億法郎的利潤，製作了60多部電影（與當時的美國製片廠一樣多）。納坦重新推出了自1927年以來從未見過的 百代新聞影片。
為了為公司的擴張提供資金，董事會（仍然包括查理斯·派特）於1930年投票決定出售1.05 億法郎的股份。但在經濟大蕭條的情況下，計劃中的增資只能以50%的速度進行。其中一家投資的銀行破產了，百代公司被迫繼續購買和裝備電影院，但沒有財力這樣做。她最終損失的錢比她賺的還多。1936年，百代破產了。
1935年，法國一個商事法院開始調查百代的帳戶。到1936年，它被宣布破產，納坦被解僱。法國當局對納坦提出了欺詐指控，包括在沒有任何抵押品的情況下為收購公司籌措資金，通過建立虛構的空殼公司欺騙投資者，以及財務管理不善。他還被指控通過改名來隱藏他的羅馬尼亞和猶太血統。查理斯·派特背叛了他，聲稱自己是他的受害者。
1938年，納坦被捕入獄，再也沒有重獲自由。1939年，他被起訴並被判處4年監禁。1941年，他被提起了第二次起訴，此後不久他再次被定罪。他的法國公民身份被剝奪，成為無國籍人。

## 成人電影爭議
1911年，納坦和同事因製作色情電影而被定罪，他被判入獄四個月並被罰款1,000法郎（罪名是侮辱公共禮儀），但由於他在第一次世界大戰中的出色戰績，後來從他的記錄中刪除了。
一些消息來源聲稱，納坦的色情生涯並沒有就此結束，但他在1910年之後的任何時候是否從事色情電影工作都有疑問。

## 對電影業的重要性
伯納德·納坦對法國電影業的重要性不容小覷。他開創了法國電影業的垂直整合，並採用了電影製作和發行的“美國模式”。即使在21世紀，這種模式也為法國電影業奠定了基礎。事實上，百代在1980年代幾乎完全依靠納坦收購的公司和整合產生的收入而生存下來。